# Строков (село)
Стро́ков (укр. Строків) — село на Украине, основано в 1800 году, находится в Попельнянском районе Житомирской области. Расположено на реке Раставице. Имеется железнодорожная станция.
Код КОАТУУ — 1824786701. Население по переписи 2001 года составляет 655 человек. Почтовый индекс — 13546. Телефонный код — 4137. Занимает площадь 3,791 км².

## Адрес местного совета
13546, Житомирская область, Попельнянский р-н, с.Строков, ул.Ленина, 1